# Ningchang
Ningchang (kinesiska: 宁厂) är en köping i sydvästra Kina. Den ligger i häradet Wuxi i storstadsområdet Chongqing, omkring 360 kilometer nordost om det centrala stadsdistriktet Yuzhong. Antalet invånare är 5 068. Befolkningen består av 2 356 kvinnor och 2 712 män. Barn under 15 år utgör 17,0 %, vuxna 15-64 år 68 %, och äldre över 65 år 14,0 %.